# Bytí
Bytí jako podstatné jméno (řecky to einai, latinsky esse, anglicky being, německy das Sein) je filosofický výraz pro celek všeho, co bylo, jest a bude. Jakkoli se člověk s bytím setkává v nejrůznějších jsoucnech, událostech a zkušenostech, filosofie přemýšlí i o tom, co je spojuje a přesahuje právě jakožto bytí. Tato část filosofie se tradičně nazývá ontologie, z řeckého ón, ontos – jsoucí. Filosofie začíná podle Platóna údivem, který není jen údivem nad tou či onou věcí, ale nad skutečností, že něco vůbec jest. „Jak to, že jest vůbec něco, a ne nic?“ (Leibniz) Tato zdánlivá samozřejmost totiž při bližším přihlédnutí vůbec samozřejmá není.

## Bytí a jsoucno
Rozdíl mezi bytím a jsoucnem (jsoucny) lze ovšem vyjádřit jen v některých jazycích. Platón užívá častěji výraz to ón, Aristotelés spíše to einai, latinské významové rozlišení esse (bytí) a ens (jsoucno) však zavedla až středověká scholastická filosofie a teologie. Němčina od Hegela rozlišuje mezi das Sein (bytí) a das Seiende (jsoucí), odtud i české bytí a jsoucno. Západní jazyky užívají pro obojí často jediné slovo (anglické being), což působí značné potíže při překládání. Vedle toho se užívá řady dalších příbuzných pojmů jako existence nebo podstata. Ve francouzštině se ovšem rozlišuje: etre je v opačném vztahu k exister. Máme tedy nástroj k překladu: l’essence (=bytí), l’existence (=jsoucno).

## Bytí u M. Heideggera
Německý filosof Martin Heidegger soudí, že celá západní filosofie a metafyzika se zcela věnovala zkoumání jednotlivých jsoucen, jejich „podstat“, vlastností a podobně, takže nakonec zapomněla na otázku bytí. Něco podobného se ostatně odehrálo i v jazyce, kde se význam slovesa „být“ pozvolna vytrácí a stává se pouhou sponou: věta „já jsem“ nám připadá neúplná a očekáváme nějaké další určení, předmět (např. „já jsem učitel“); jako kdyby samo bytí neznamenalo vůbec nic. V některých jazycích se spona skutečně ztrácí a třeba v ruštině se už říká jen „ja učítěl“. Přitom je prosté bytí základem a podmínkou pro všechno ostatní: jen jsoucí může také být něčím nebo někým.
Heidegger připomíná, že v některých zvláštních zkušenostech, které nemají věcný předmět – například ve fenoménu úzkosti – se člověk setkává s bytím jako takovým. Z jiného hlediska můžeme zkoumat způsoby bytí různých tříd jsoucen. Heidegger uvádí jako příklad jsoucna výskytová (vorhandenes), která se nás nijak netýkají a která zkoumáme jako nezaujatí pozorovatelé či vědci, jsoucna příruční (zuhandenes), která nám slouží k různým potřebám a která naopak obvykle vůbec nezkoumáme (kdo přesně ví, jak vypadá jeho kartáček na zuby?) a konečně specifický způsob bytí člověka, pro nějž používá pojem pobyt (Dasein, zdebytí).
Pobyt je tak, že se člověku jeho vnímané okolí pořádá do smysluplného celku světa, kterému zejména díky řeči rozumí, ale hlavně tak, že mu na jeho bytí záleží a že se o ně musí neustále starat. Tato starost či péče o vlastní bytí je podle Heideggera smyslem jeho bytí, což se projevuje zejména v lidské časovosti: člověk žije v přítomnosti, kde vnímá a jedná, tato přítomnost je ovšem složitě podmíněna tím, co bylo (například pamětí, zkušeností, danými podmínkami), a přitom musí neustále jednat do budoucnosti, která mu přináší různé možnosti a hrozby a v níž také vidí své omezení, konečnost a smrt. Ať chce nebo nechce, musí člověk své bytí vést, rozhodovat se, jednat a nést za svá jednání odpovědnost.

## Heideggerovi kritičtí žáci
Hans Jonas ukázal, že tento velmi zvláštní způsob bytí člověka, charakterizovaný potřebami, starostí, svobodou a konečností, je už jaksi připraven u jiných živých bytostí. Všechny živé organismy jsou tak, že se ze svého okolí vydělují (buněčnou blanou, pokožkou apod.), ale že na něm zároveň podstatně závisejí: potřebují vodu, světlo, potravu. Živočichové toto své prostředí v různé míře vnímají, reagují na ně a pohybují se v něm za svými cíli. Ve větší či menší míře o nich tedy také platí, že jim o jejich bytí jde, že jim na něm záleží – tím spíš, že jejich život je omezený a trvá jen tak, že se mohou reprodukovat. Živočich se rodí, roste, stárne a hyne, ale mezitím se dokáže rozmnožit, postarat se o pokračování své linie a svého druhu.
Francouzský fenomenolog Emmanuel Lévinas vnímá zkušenost bytí jako spíše hrozivou, neosobní prázdnotu (il y a), do níž vnáší světlo teprve tvář druhého, která člověka orientuje, učí ho rozlišovat dobré a zlé a dává mu také poslední, nepřekonatelný smysl. Ten tkví podle Lévinase v nepodmíněné odpovědnosti, která se musí starat o dobro druhého, neboť je za něho „rukojmím“. Zato nemusí člověk o smyslu svého života nikdy pochybovat, neboť je druhým zván, aby se vydal do „nekonečné a neprozkoumané země dobroty, jež si vyžaduje všechny síly jednotlivé přítomnosti“.